# Каспър Ван Дийн
Каспър Робърт Ван Дийн младши (на английски: Casper Robert Van Dien, Jr.; роден на 18 декември 1968 г.) е американски актьор. Известен е с ролята си на Джони Рико във филма „Звездни рейнджъри“ от 1997 г. на режисьора Пол Верховен.

## Частична филмография
| Година | Филм                     | Оригинално заглавие      | Роля           | Режисьор        |
| ------ | ------------------------ | ------------------------ | -------------- | --------------- |
| 1997   | Звездни рейнджъри        | Starship Troopers        | Джони Рико     | Пол Верховен    |
| 1998   | Тарзан и изгубеният град | Tarzan and the Lost City | Тарзан         | Карл Шенкел     |
| 1999   | Слийпи Холоу             | Sleepy Hollow            | Бром Ван Брънт | Тим Бъртън      |
| 2019   | Алита: Боен ангел        | Alita: Battle Angel      | Амок           | Робърт Родригес |